# Da guan bencao
Matière médicale de l'ère Da guan
La pharmacopée chinoise Da guan bencao 大观本草 « Matière médicale de l’ère Da guan » est une édition du manuscrit révisé et étendu de la grande pharmacopée Zheng lei bencao 证类本草 de Tang Shenwei, restée sous forme de manuscrit après la mort de son auteur. Après la révision d’Ai Sheng 艾昇, elle fut publiée en 1108 et sous le titre complet de Jing shi zheng lei da guan bencao 经史证类大官本草 « Matière médicale de l’ère Da guan, vérifiée et catégorisée, [basée sur] les classiques et les œuvres historiques » Elle contient le nombre record de 1 745 types de drogues.

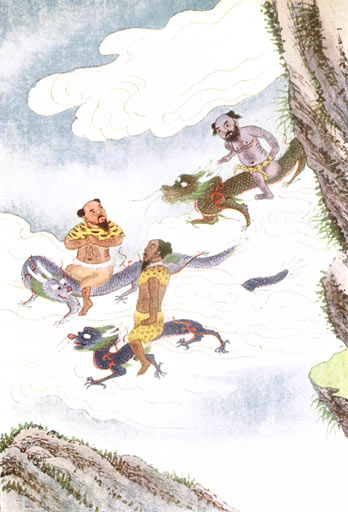
Immortels (xian 仙) chevauchant des dragons dans les nuages

La méthode de sélection d’une substance médicinale est basée en principe, sur l’observation de son succès thérapeutique, est-il dit dans la préface. Cette bencao s’inscrit aussi dans la longue tradition des pharmacopées chinoises qui commence avec la « matière médicale du Laboureur céleste » Shennong bencao. Celle-ci considérée comme la source de toutes les bencao qui ont suivi, présente à côté des substances médicinales à but thérapeutique des substances qui visent à rester en vie le plus longtemps possible, d’alléger son corps comme les Immortels capables de voler dans les nuages. Cette tension entre le pôle empirique des drogues pour les patients et le pôle idéologique des drogues pour les adeptes cherchant l'immortalité physique se poursuivra au cours des siècles.
Cette tension est probablement à l’origine des difficultés à faire rentrer les pharmacopées traditionnelles chinoises dans la science pharmacologique moderne,.

## Historique du texte
Au XIe siècle, sans soutien impérial, l’expert médical Tang Shenwei réunit les matières médicales des principales pharmacopées des Song, mais mourut (en 1093) avant de pouvoir publier son travail, connu sous le titre court de Zheng lei bencao 证类本草.
Au tournant du XIIe siècle, le manuscrit tomba entre les mains de deux lettrés Sun Di et Ai Sheng 艾昇. Sous le patronage du premier, Ai  Sheng rajouta 44 commentaires tirés de l’ouvrage récent Bencao bie shuo 本草别说 (1092), de Chen Cheng.

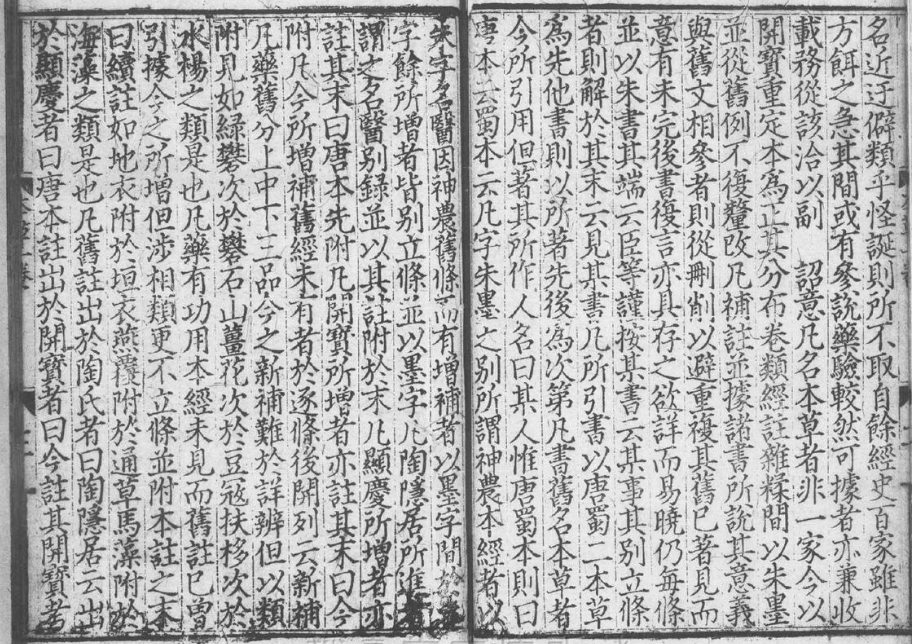
Daguan bencao, édition Yuan 元, préface écrite sans aucune ponctuation

Dans la préface de l’ouvrage, Lin Xi précise comment l’œuvre de Tang Shenwei s’inscrit dans la longue tradition de l’histoire des pharmacopées chinoises. Les empereurs des dynasties Tang et Song ont mobilisé leurs meilleurs spécialistes pour rendre compte de toutes les substances médicinales utilisées et décrites depuis les premiers temps de la Shennong bencao. Si bien que le nombre de drogues décrites dépassa les 1 000. Presque rien ne fut oublié, dit-il.
La méthode de sélection des drogues de Tang Shenwei est clairement indiquée. Ce n’est pas la notoriété du prescripteur qui compte, mais c'est le succès thérapeutique qui détermine leur sélection.
« Les médecins, les spécialistes des prescriptions, et même les paysans et les vieilles femmes de village remportent de temps en temps, des succès inexplicables avec des prescriptions d’une seule drogue ou avec des ingrédients étranges. Rien de tout ça ne fut enregistré dans les anciennes œuvres et resta ignoré de cercles plus larges. En réponse à cette situation, Tang Shenwei sur la base de ce qu’il voit et entend, a acquis une grande collection dans laquelle il enregistre tout avec soin [...]
On peut voir l’énergie et le soin déployés par Tang Shenwei. Cependant, le manuscrit ne fut pas distribué et ne fut mentionné que rarement. [Il] entra finalement en possession du fonctionnaire lettré Sun [Di] 孙 qui l’apprécia beaucoup. Pendant son temps libre, en dehors de ses fonctions officielles, il chargea un fonctionnaire de réviser et de corriger à nouveau l'ouvrage et le fit graver sur des plaques d’impression. » (Traduction de ChatGPT de Zheng lei bencao, faite à partir de zh.wikisource.org).
Il faudra encore des siècles de pratique pour que les médecins se rendent compte qu’il ne suffit pas d’une ou plusieurs observations d’une guérison fortuite pour valider un remède. Toutefois à l’époque, l’affirmation haute et forte de la primauté de l’observation était déjà un grand pas en avant pour se défaire de la pensée magique si tentante dans le domaine angoissant de la maladie. Dès l’origine de la tradition des bencao chinoises, on relève une cinquantaine de substances médicinales dans le Shennong bencao jing reliées à la chasse aux démons pathogènes.
Après la première édition de 1108, l’œuvre fut réimprimée à de nombreuses reprises dans les siècles suivants. Une seconde édition sortit en 1185, puis dix ans plus tard, une nouvelle édition en 1195. Et, les rééditions continuèrent au cours des siècles suivants.

## Structure du texte
Dans la longue tradition des pharmacopées chinoises basées sur la compilation, il était fatidique que la combinaison permanente de matériels anciens et nouveaux conduise à des textes lourds de répétitions, d’incohérences voire de contradictions. Le lecteur pouvait se trouver face à un faisceau d’opinions différentes, d’auteurs différents, d’époques différentes, et on lui demandait de se forger seul son opinion.
En Chine ancienne, le texte écrit si difficile à produire, avait en lui-même une valeur quasi-sacrée, qui imposait le respect. C’est pourquoi, on citait toujours avec respect le texte à l’origine de la tradition pharmacologique chinoise, la Shennong bencao, même si ses conceptions démonologiques n’étaient plus complètement partagées ou si l’idée d’une recherche d’une longue vie ou d'une vie physique éternelle, propre aux taoïstes, n’avait plus court. Les auteurs pouvaient difficilement faire preuve d’esprit critique vis-à-vis des anciens au risque de se voir rejeté par les lettrés. L’écriture idéographique représentait beaucoup plus qu’un simple moyen de communication, car le texte écrit incarnait la sagesse divine, les valeurs culturelles et le savoir.
Une autre raison de l’engorgement des pharmacopées sous les Song-Jin-Yuan, était le désir de produire des ouvrages couvrant tous les remèdes utilisés du nord au sud du territoire chinois. Sous les Song, déjà le nombre de remèdes validés avait doublé.
Pourtant, dans les préfaces des bencao, les auteurs se montraient bien conscients de la nécessité de corriger les anciennes notices. Comme le dit Paul Unschuld « Peut-être que la forme malheureuse qu'ils ont adoptée était nécessaire - dans une société confucéenne, dont les piliers essentiels incluaient le fondamentalisme - afin d'exprimer, sous ce couvert, de nombreuses opinions et découvertes nouvelles qui étaient en contradiction flagrante avec les opinions originales ». La pensée médicale en venait ainsi à être traitée comme une opinion parmi d’autres.
La Zheng lei bencao et ses multiples rééditions avec des révisions marginales, marquent un point de saturation du texte et la nécessité  de trouver un moyen de l’éviter.

### Analyse du texte
Le texte se compose

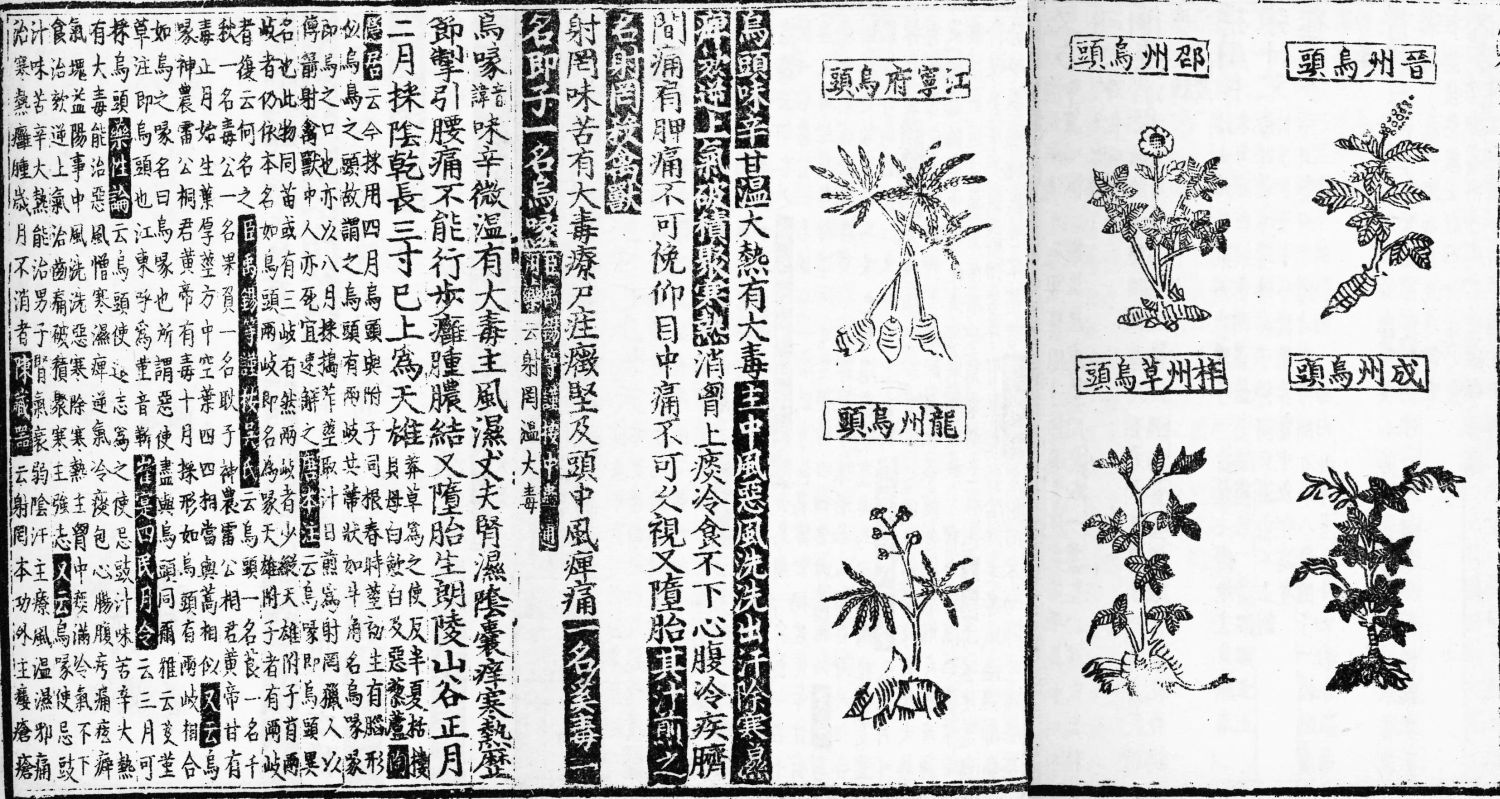
Les six variétés régionales d'aconit de Carmichael, (Zheng lei bencao 證類本草)

- chapitre 1 : préface d’Ai Sheng et de cinq autres préfaces, préface de Jia you bencao, de la Tu jing bencao, de la Kai bao bencao, de la Tang bencao, de Tao Hongjing, une introduction générale de Zhang Yuxi, la préface de Zhuang guang shennong bencao bing tu jing, la préface Lei gong pao zhi lun 雷公炮炙論.
- chapitre 2 : une liste de 82 maladies et des drogues qui les traitent, liste de 39 possibilités d’empoisonnement, une liste des remèdes en cas d’overdose d’un médicament, une liste de drogues et des drogues qu’on peut leur associer, une citation du Yao dui
- chapitres 3 à 31 : section des monographies, classées en pierres précieuses / minéraux, herbes, arbres, humains, quadrupèdes, volailles, vers/poissons, fruits, riz/grains, légumes, connus de nom mais sans usage, herbes/arbres non inclus dans les bencao. Ces classes naturelles étaient ensuite sous-catégorisées en grade supérieur shang 上, intermédiaire zhong 中 et inférieur xia 下 (voir Shennong bencao).

### Exemples de monographies
La dynastie des Song du Nord (960-1127) est connue pour son esprit de tolérance envers diverses idéologies religieuses et magiques. Cet esprit de tolérance est largement attribué à la nature syncrétique de la culture chinoise de l'époque, qui favorisait l'harmonie entre différentes croyances et pratiques religieuses, ainsi qu'entre opinions médicales et opinions religieuses.
Le cinabre
La première notice du chapitre 3 porte sur le « cinabre » dānshā 丹砂, une matière médicale particulièrement appréciée par les alchimistes taoïstes. Ce sulfure rouge de mercure HgS était réputé être la substance naturelle la plus performante pour obtenir l’immortalité ou, du moins, prolonger la vie et la jeunesse. La toxicité d’une drogue était le gage de son efficacité, à condition de savoir contrôler la dose.
La monographie assez longue concernant le cinabre commence comme il se doit, par la notice dansha du Shennong bencao que non seulement Tang Shenwei accepte parfaitement mais qu’il développe
« Le cinabre a un goût sucré, légèrement froid et est non toxique. Il traite les maladies des cinq organes zang 藏, améliore l’essence-esprit jing-shen 精神, apaise les âmes hun 魂 et po 魄, stimule le qi 气, améliore la vision, favorise la circulation sanguine, réduit les sensations de plénitude et de soif, et nourrit l'esprit et le corps. Il est également efficace contre les esprits malveillants et les fantômes, soulage les douleurs abdominales et les poisons. Une consommation prolongée apporte clarté mentale, jeunesse, et légèreté du corps. Il peut se transformer en mercure gǒng 汞 »
Le cinabre est une substance que les adeptes taoïstes absorbent dans le but d’alléger leur corps afin d'être semblables aux Immortels, capables de voler parmi les nuages. La contribution de la pensée taoïste à la croyance en une immortalité physique fut essentielle. Pour eux « régimes alimentaires, pratiques gymniques ou respiratoires, méditations, talismans, formules alchimiques ou pharmacopées, aussi élaborés soient-ils, ne sont finalement que des moyens pour contribuer à favoriser d’une façon ou d’une autre, un accès à une immortalité physique ». Et aujourd’hui encore, cette perspective continue à pénétrer au quotidien le monde imaginaire des Chinois.
Rien de surprenant donc qu’au XIe siècle, Tang Shenwei se révèle aussi intéressé par les recherches alchimistes et spirituelles des alchimistes taoïsants que pouvaient l’être Ge Hong (284-364) et Tao Hongjing (456-536) en leur temps. Et rien de surprenant qu’il ait continué fidèlement à reproduire le modèle idéologique - religieux et magique - du Shen nong bencao, par respect des textes anciens, quelque fut son degré d’adhésion à cette idée.
Tang Shenwei poursuit en citant Tao Yinju 陶隐居 (c’est-à-dire Tao Hongjing 陶弘景), sur les origines géographiques de cette substance, sur ces différentes qualités, sur son extraction. Pour les divers types d’utilisations, il s’appuie sur Wàitái Mìyào 外台秘要 compilé par Wang Tao, un médecin et érudit de la dynastie Tang qui recommande le cinabre contre les fièvres et les épidémies, dans le cadre de pratiques magiques.
Ai Sheng 艾昇 le premier éditeur de l’œuvre de Tang Shenwei, rajoute une note additionnelle tirée de Bencao Bieshuo 本草别说, mettant en garde sur certains minerais de cinabre contenant de l’arsenic, qui « lorsqu’ils sont exposés au feu, peuvent devenir mortels. Actuellement, les marchés de Zhejiang vendent souvent ce type de cinabre, et les utilisateurs doivent faire preuve de prudence. »
Tang Shenwei dans le même chapitre 3 (des drogues de grade supérieur shang 上), traite aussi yuxie 玉屑, la poudre de jade, qui « 久服轻身长年生 prise longtemps, allège le corps et permet de vivre plus longtemps » ou shízhōngrǔ 石钟乳 la stalactite, dont « une consommation prolongée prolonge la vie, améliore l'apparence, prévient le vieillissement », tout comme xuánmíngfěn 玄明粉 le calomel Hg2Cl2, huashi 滑石 le talc et bien d'autres.
Pourtant il se disait que plusieurs empereurs étaient morts d’avoir pris un élixir d’immortalité. Sous les Tang, le poète et philosophe Han Yu (768-824) 韓愈 avait dénoncé avec vigueur les élixirs à base de cinabre (voir Frédéric Obringer):
« Les morts dues à cette pratique sont innombrables, mais de nos jours encore (cette habitude) est admirée, on la recherche toujours davantage ; quel égarement de l’esprit ! »
Manifestement, Tang Shenwei est aussi un admirateur de cette pratique puisqu’on note dans son texte 165 occurrences qingshen 轻身 « allège le corps », 83 occurrences de yannian 延年 « prolonger la vie », 66 occurrences de bulao 不老 « ne pas vieillir », 57 occurrences de shenxian 神仙 « immortel », sans jamais l’émission du moindre doute.
Tang Shenwei était-il à la fois un empiriste s’appuyant sur l’observation (comme il est présenté dans la préface) et d’autre part, un adepte de l’alchimie qui continuait à recommander les substances très toxiques utilisées par les chercheurs d’immortalité ? Peut-être d’ailleurs, n’était-il pas vraiment alchimiste mais se contentait-il de respecter la noble tradition pharmaceutique qui s’est toujours plu à associer prévention et guérison, drogues de grade supérieur et drogues de grade inférieur.
Le tiannanxing
La notice sur tiannanxing 天南星 appartient au chapitre 11 des herbes de grade inférieur, c’est-à-dire des plantes médicinales à part entière. Elle peut être identifiée comme Aracée du genre Arisaema (probablement  Arisaema heterophyllum , cf. l’entrée wikipedia correspondante). Ses caractéristiques thérapeutiques sont données ainsi
« Saveur amère et piquante, toxique. [Propriétés:] Utilisé pour traiter l'attaque de vent [zhongfeng 中风], éliminer les mucosités, soulager l'engourdissement, abaisser le qi [xiaqi 下气], dissoudre les accumulations dures, réduire les abcès et les gonflements, bénéfique pour la poitrine et le diaphragme, disperser le sang, provoquer l'avortement. »
Puis Tang Shenwei donne 9 indications thérapeutiques différentes puisées à diverses sources. Les utilisations du Tiannanxing sont extrêmement variées, allant des traitements des conditions neurologiques et convulsions aux soins des affections cutanées et érosions osseuses, en passant par le soulagement des maux de tête, des douleurs oculaires, et des symptômes liés au vent.
Si on consulte La Pharmacopée chinoise 中药学 (2008), basée sur les travaux des universités de Médecine Traditionnelle chinoise de Nanjing et Shanghai, on ne trouve plus que trois types d’indications 1) toux et crachats 2) convulsions, épilepsie 3) abcès et tumeurs.
Pour n’importe quelle notice (un tant soit peu longue) que l’on prenne, on trouve de nombreuses redites entre les diverses citations. Les opinions sur les propriétés et les effets secondaires de certaines herbes peuvent diverger. Par exemple, Li Shizhen a parfois des interprétations différentes sur la toxicité et les usages des herbes par rapport à Tang Shenwei.